# Національний музей Ліхтенштейну
Національний музей Ліхтенштейну (нім. Liechtensteinisches Landesmuseum) — музей в Ліхтенштейні, експозиція якого присвячена культурі, національній історії і природознавству князівства Ліхтенштейн і сусідніх регіонів. 

## Опис
Музей розміщується в столиці Ліхнетштейну, Вадуці, в двох історичних будівлях і одній сучасній.
До структури Національного музею також входять:
- Поштовий музей Князівства Ліхтенштейн в Вадуці (з 2006 року);
- Сільський музей, розташований в традиційному альпійському дерев'яному будиночку в комуні Шелленберг (з 1994 року);
- Центр зберігання, проведення семінарів і студій в комуні Трізен[2].

## Експозиція музею
Національний музей Ліхтенштейну має 42 виставкові зали. Постійна експозиція тематично представлена в шістьох галузях: археологічні знахідки, захист середньовіччя, сучасність, етнічні дослідження, витвори XIX—XXI століть, природознавство.

## Галерея

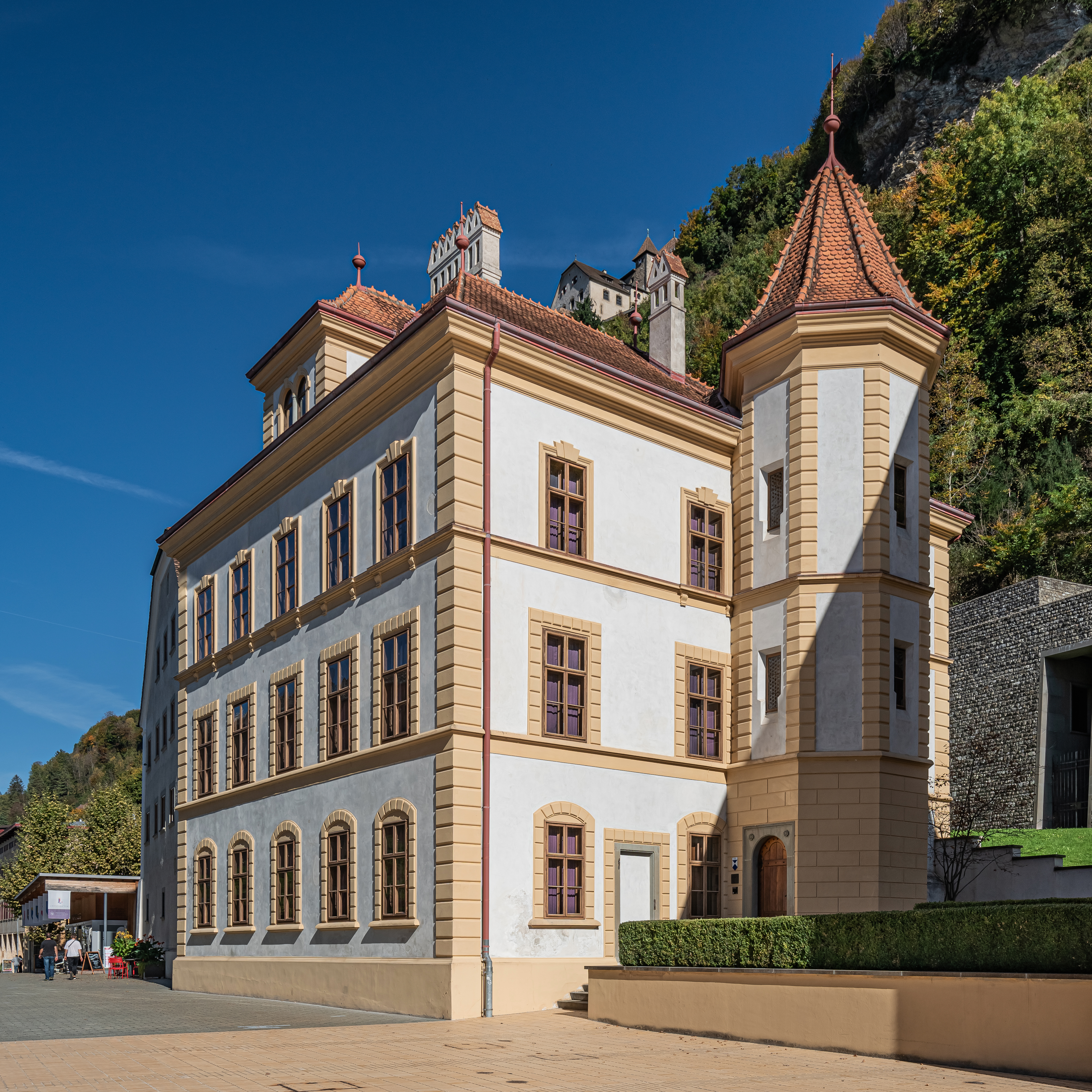
Одна з двох історичних будівель музею в Вадуці
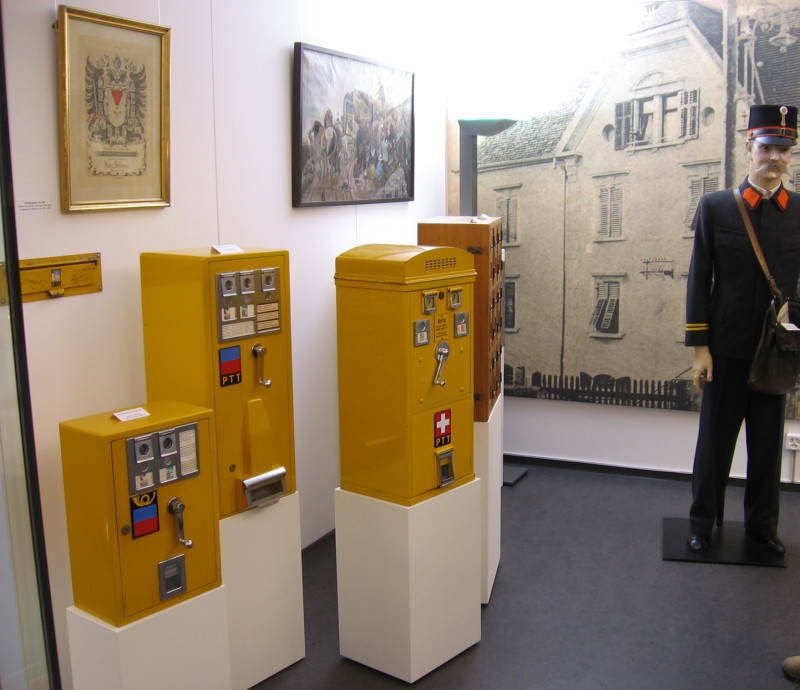
Музей пошти Ліхтенштейну
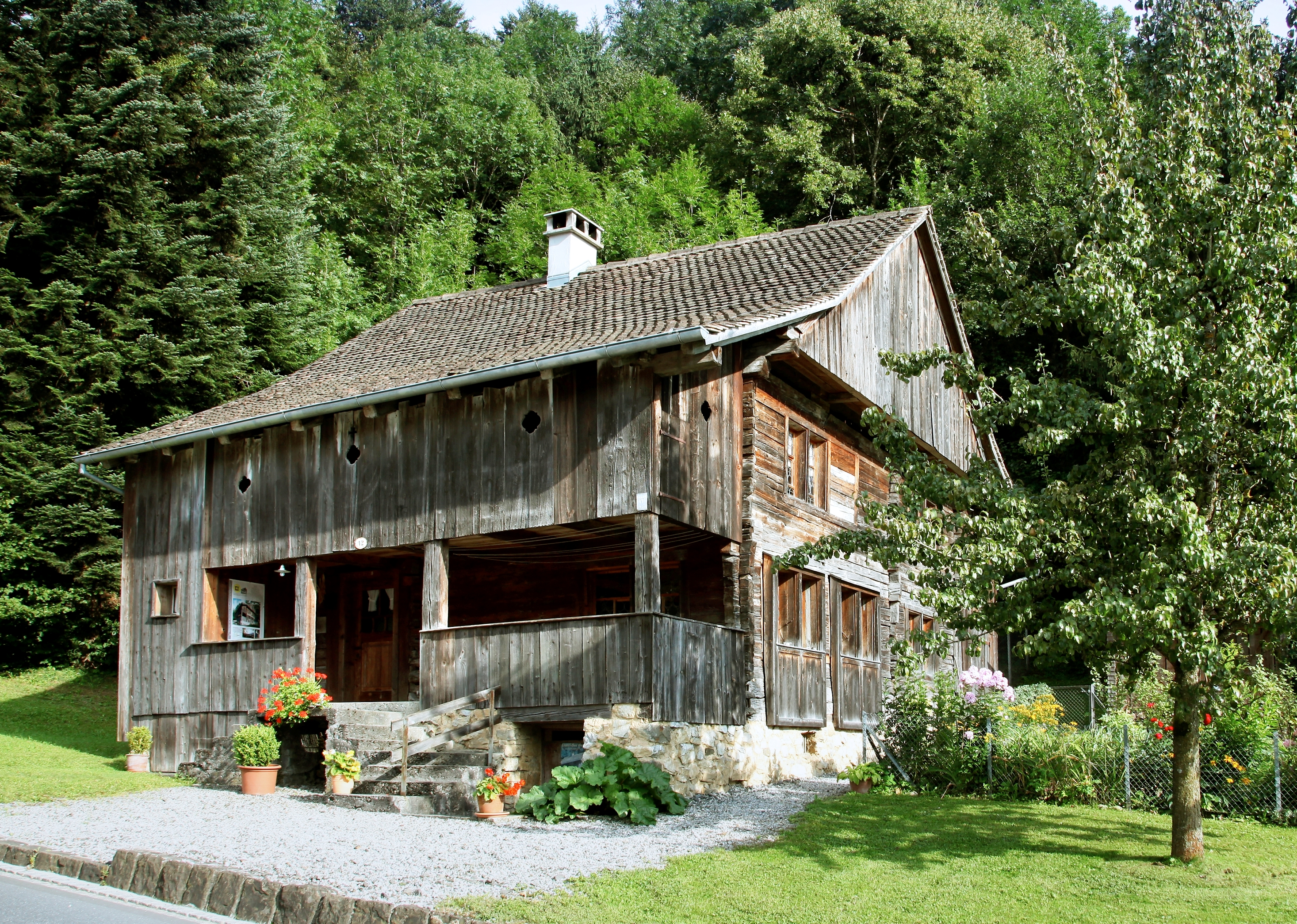
Сільський музей в Шелленберзі